# النساء الحوامل في البحث السريري
تاريخياً، تم استبعاد النساء الحوامل من البحث السريري بسبب مخاوف أخلاقية حول إيذاء الجنين أو إدراك الخطر المتزايد على المرأة. وُصف استبعاد النساء الحوامل من البحث بأنه غير أخلاقي أيضًا، لأنه يؤدي إلى ندرة البيانات حول كيفية تأثير العلاجات على النساء الحوامل وأجنتهن. على الرغم من إجماع علماء الأخلاقيات الحيوية والباحثين والمنظمين على ضرورة إدراج النساء الحوامل في الأبحاث السريرية، فإن ما يصل إلى 95% من التجارب السريرية للمرحلة الرابعة التي كان من الممكن أن تشمل النساء الحوامل لم تفعل ذلك، وفقًا لمراجعة عام 2013.

## الاعتبارات الاخلاقية
هناك العديد من النقاط المثيرة للقلق فيما يتعلق بالبحوث السريرية على النساء الحوامل. تتعلق بعض المخاوف بفكرة أن الجنين لا يمكنه الموافقة على المشاركة في البحث. قد تؤدي بعض الأبحاث السريرية أيضًا إلى ضرر غير متوقع للجنين. مخاوف أخرى هي أن النساء الحوامل يحتمل أن يكونَ أكثر عرضة للآثار الجانبية السلبية من غيرهم من السكان. تم الافتراض أيضًا أن النساء الحوامل يمكن أن يكونَ أكثر عرضة للإكراه من البالغين غير الحوامل. لا توجد بيانات كافية لدعم أي من هذين الشاغلين الأخيرين، وفقًا لمراجعة عام 2020.
على العكس من ذلك، فإن استبعاد النساء الحوامل من الأبحاث السريرية قد وُصف أيضًا بأنه غير أخلاقي. البيانات المتعلقة بتعاطي المخدرات والحمل شحيحة وذات نوعية رديئة. لذلك، لا تتمتع النساء الحوامل بالضرورة بنفس الوصول إلى الرعاية الصحية المستنيرة والفعالة مثل السكان الآخرين.

## الحد من المشاركة
بسبب المضاعفات الناجمة عن عقاقير الثاليدومايد وديثيلستيلبيسترول لدى النساء في الستينيات والسبعينيات من القرن الماضي، سنت إدارة الغذاء والدواء الأمريكية (FDA) إجراءات حماية للحد من تعرض النساء في سن الإنجاب للمواد التي قد تسبب تشوهات خلقية. ومع ذلك، تم تفسير المبادئ التوجيهية لاستبعاد النساء الحوامل من أي تجربة سريرية. على الرغم من صدور تقرير الأكاديمية الوطنية للطب لعام 1994 حول القضايا الأخلاقية والقانونية المتعلقة بإشراك النساء في الدراسات السريرية والذي خلص إلى أنه «ينبغي افتراض أن النساء الحوامل مؤهلات للمشاركة في البحوث الطبية الحيوية»، أشار منشور عام 2013 إلى أن حوالي 95% من التجارب السريرية للمرحلة الرابعة كان من الممكن أن تشمل النساء الحوامل بدلاً من استبعادهن.

### تأثيرات
نتيجة لاستبعاد النساء الحوامل من التجارب السريرية، لا يمكن تقييم سلامة وفعالية العلاجات بالنسبة لهن. أكثر من 80% من النساء الحوامل يتم وصفهن بانتظام للعلاجات التي لم يتم اختبارها في الحوامل. أظهرت دراسة عن الأدوية التي وافقت عليها إدارة الغذاء والدواء من 1980 إلى 2010 أن 91% من الأدوية للبالغين تفتقر إلى بيانات حول سلامة وفعالية النساء الحوامل، أو تحديد المخاطر على الجنين. في حالة الأمراض الفتاكة للغاية مثل الإيبولا وفيروس نقص المناعة البشرية / الإيدز قبل تطوير علاجات فعالة، يؤدي استبعاد النساء الحوامل من العلاجات السريرية المنقذة للحياة إلى «حمايتهن حتى الموت».

## تعزيز المشاركة
يتفق المنظمون والباحثون وأخصائيي أخلاقيات علم الأحياء بشكل عام على أن التجارب السريرية يجب أن تشمل النساء الحوامل. نظرًا لأن الحمل يغير طريقة استقلاب الجسم للأدوية، فمن الصعب التنبؤ بكيفية تأثير الأدوية المختبرة على البالغين غير الحوامل على النساء الحوامل. من أجل علاج المرض عند النساء الحوامل، يجب أن يشمل البحث السريري هؤلاء النساء.
تم تشكيل العديد من المشاريع والائتلافات لتعزيز إشراك النساء الحوامل في البحوث السريرية. وتشمل هذه التحالف من أجل النهوض بعلاجات الأم، والذي يتكون من عشرين منظمة عضو، وأخلاقيات أبحاث الحمل للقاحات والأوبئة والتقنيات الجديدة (PREVENT)، وهو مشروع سعى إلى زيادة إشراك النساء الحوامل في تجارب اللقاحات. أثناء الأوبئة.